# Michelin Le Mans Cup 2024
Navigation
Édition précédente Édition suivante
La Michelin Le Mans Cup 2024 est la neuvième édition du championnat européen Michelin Le Mans Cup. Elle débute le 13 avril à Barcelone et se termine le 19 octobre à Portimão.
Les voitures de catégorie LMP3 et GT3 participent à ce championnat.

## Calendrier
Le 12 septembre 2023, l'ACO dévoile le calendrier de la saison 2024 de la Michelin Le Mans Cup. Par rapport à la saison 2023, le championnat comporte une manche  en Italie  sur le Circuit du Mugello remplaçant ainsi la manche s'étant déroulée la saison précédente sur le Circuit Motorland Aragon,,.
| N° | Date              | Course            | Circuit                            | Lieu          | Pays     |
| -- | ----------------- | ----------------- | ---------------------------------- | ------------- | -------- |
| 1  | 13 avril          | Barcelone         | Circuit de Barcelone               | Montmeló      | Espagne  |
| 2  | 4 mai             | Le Castellet      | Circuit Paul-Ricard                | Le Castellet  | France   |
| 3  | 14 juin & 15 juin | Road to Le Mans   | Circuit des 24 Heures              | Le Mans       | France   |
| 4  | 24 août           | Spa-Francorchamps | Circuit de Spa-Francorchamps       | Francorchamps | Belgique |
| 5  | 28 septembre      | Motorland         | Circuit du Mugello                 | Mugello       | Italie   |
| 6  | 19 octobre        | Algarve           | Autódromo Internacional do Algarve | Portimão      | Portugal |

## Engagés
Toutes les voitures LMP3 ont un moteur Nissan VK56 5,6 l V8 Atmo.
| No.                 | Pays                        | Écurie                    | Voiture                          | Pilotes                                                                                              | Pilotes                                                                                              |
| No.                 | Pays                        | Écurie                    | Voiture                          | Les chiffres entre parenthèses sont la ou les manches auxquelles le pilote ou l'écurie sont inscrits | Les chiffres entre parenthèses sont la ou les manches auxquelles le pilote ou l'écurie sont inscrits |
| LMP3 (29 voitures)  | LMP3 (29 voitures)          | LMP3 (29 voitures)        | LMP3 (29 voitures)               | LMP3 (29 voitures)                                                                                   | LMP3 (29 voitures)                                                                                   |
| ------------------- | --------------------------- | ------------------------- | -------------------------------- | --- | --- |
| 2                   |                             | CD Sport                  | Ligier JS P320                   | Willyam Gosselin (Toutes)                                                                            | Shahan Sarkissian (Toutes)                                                                           |
| 3                   |                             | DKR Engineering           | Duqueine M30 - D08               | Xinzhe Xie (3)                                                                                       | Pengcheng Ye (3)                                                                                     |
| 4                   |                             | Nielsen Racing            | Ligier JS P320                   | Garett Grist (3)                                                                                     | Anthony McIntosh (3)                                                                                 |
| 5                   |                             | RLR Msport                | Ligier JS P320                   | Ian Aguilera (3)                                                                                     | Garth Walden (en) (3)                                                                                |
| 6                   |                             | ANS Motorsport            | Ligier JS P320                   | Nicolas Schatz (2-6)                                                                                 | Clément Moreno (2-3)                                                                                 |
| 6                   | Eric de Doncker (en) (4-6)  | ANS Motorsport            | Ligier JS P320                   | | |
| 7                   |                             | Nielsen Racing            | Ligier JS P320                   | Wayne Boyd (Toutes)                                                                                  | Anthony Wells (Toutes)                                                                               |
| 8                   |                             | Team Virage               | Ligier JS P320                   | Bernardo Pinheiro (en) (3)                                                                           | Georgios Kolovos (3)                                                                                 |
| 9                   |                             | Graff                     | Ligier JS P320                   | Axel Gnos (en) (2)                                                                                   | Georgios Kolovos (2)                                                                                 |
| 9                   | Haowen Luo (3)              | Graff                     | Ligier JS P320                   | Louis Rossi (3)                                                                                      | |
| 10                  |                             | Racing Spirit of Léman    | Ligier JS P320                   | Marius Fossard (Toutes)                                                                              | Christophe Lapierre (Toutes)                                                                         |
| 11                  |                             | CD Sport                  | Ligier JS P320                   | Franck Chappard (Toutes)                                                                             | Christian Short (Toutes)                                                                             |
| 13                  |                             | M Racing                  | Ligier JS P320                   | Alexandre Cougnaud (Toutes)                                                                          | Romano Ricci (Toutes)                                                                                |
| 17                  |                             | IDEC Sport                | Ligier JS P320                   | Patrice Lafargue (1–3)                                                                               | Dino Lunardi (1–3)                                                                                   |
| 20                  |                             | High Class Racing         | Ligier JS P320                   | Tommy Foster (Toutes)                                                                                | Jens Møller (Toutes)                                                                                 |
| 21                  |                             | EuroInternational         | Ligier JS P320                   | Daniel Ali (3)                                                                                       | Miika Panu (3)                                                                                       |
| 22                  |                             | WTM by Rinaldi Racing     | Duqueine M30 - D08               | Torsten Kratz (3)                                                                                    | Leonard Weiss (3)                                                                                    |
| 26                  |                             | Bretton Racing            | Ligier JS P320                   | Dan Skočdopole (1–3, 5)                                                                              | Ben Stone (1-3)                                                                                      |
| 26                  | Jamie Falvey (4–6)          | Bretton Racing            | Ligier JS P320                   | Sacha Lehmann (4)                                                                                    | |
| 26                  | Teddy Wilson (6)            | Bretton Racing            | Ligier JS P320                   | | |
| 27                  |                             | P4 Racing                 | Ligier JS P320                   | Andrew Ferguson (Toutes)                                                                             | Louis Hamilton-Smith (Toutes)                                                                        |
| 28                  |                             | MV2S Racing               | Ligier JS P320                   | Kenzie Beecroft (1)                                                                                  | Romain Iannetta (1)                                                                                  |
| 28                  | Maxence Maurice (3)         | MV2S Racing               | Ligier JS P320                   | Viacheslav Gutak (3-6)                                                                               | |
| 28                  | Terrence Woodward (4-6)     | MV2S Racing               | Ligier JS P320                   | | |
| 29                  | Maximus Mayer (Toutes)      | MV2S Racing               | Ligier JS P320                   | Clément Moreno (1)                                                                                   | |
| 29                  | Christophe Cresp (de) (2-3) | MV2S Racing               | Ligier JS P320                   | Jacek Zielonka (4-6)                                                                                 | |
| 31                  |                             | EuroInternational         | Ligier JS P320                   | Jean-René de Fournoux (3)                                                                            | Hugo Rosati (3)                                                                                      |
| 34                  |                             | Inter Europol Competition | Ligier JS P320                   | Alexander Bukhanstovr (Toutes)                                                                       | Rik Koen (Toutes)                                                                                    |
| 42                  |                             | Steller Motorsport        | Duqueine M30 - D08               | Sennan Fielding (en) (1–4, 6)                                                                        | Sylvain Guintoli (1–3)                                                                               |
| 42                  | Josh Caygill (4)            | Steller Motorsport        | Duqueine M30 - D08               | Andrew Bentley (6)                                                                                   | |
| 43                  |                             | Inter Europol Competition | Ligier JS P320                   | Tim Creswick (Toutes)                                                                                | Sebastian Gravlund (es) (1–4, 6)                                                                     |
| 43                  | Daniel Ali (5)              | Inter Europol Competition | Ligier JS P320                   | | |
| 44                  |                             | Team Virage               | Ligier JS P320                   | Mihnea Stefan (en) (Toutes)                                                                          | Jamie Falvey (1-3)                                                                                   |
| 44                  | Georgios Kolovos (4-6)      | Team Virage               | Ligier JS P320                   | | |
| 50                  |                             | Reiter Engineering        | Ligier JS P320                   | Horst Felbermayr, Jr. (Toutes)                                                                       | Moritz Löhner (1)                                                                                    |
| 50                  | Miklas Born (de) (2-6)      | Reiter Engineering        | Ligier JS P320                   | | |
| 58                  |                             | GG Classic                | Ligier JS P320                   | George Nakas (Toutes)                                                                                | Fraser Ross (Toutes)                                                                                 |
| 59                  |                             | Team Virage               | Ligier JS P320                   | Oscar Bittar (Toutes)                                                                                | Ricardo Gracia Filho (Toutes)                                                                        |
| 62                  |                             | Bretton Racing            | Ligier JS P320                   | Axel Gnos (en) (1)                                                                                   | Georgios Kolovos (1)                                                                                 |
| 62                  | Szymon Ładniak (2-3)        | Bretton Racing            | Ligier JS P320                   | Romain Iannetta (2)                                                                                  | |
| 62                  | Ace Robey (3)               | Bretton Racing            | Ligier JS P320                   | Theodor Jensen (4-6)                                                                                 | |
| 62                  | Ben Stone (4-6)             | Bretton Racing            | Ligier JS P320                   | | |
| 64                  |                             | Racing Spirit of Léman    | Ligier JS P320                   | Michael Doppelmayr (3)                                                                               | Pierre Kaffer (3)                                                                                    |
| 66                  |                             | Rinaldi Racing            | Ligier JS P320                   | Steve Parrow (Toutes)                                                                                | Daniel Keilwitz (1-4)                                                                                |
| 66                  | Wyatt Brichacek (en) (5-6)  | Rinaldi Racing            | Ligier JS P320                   | | |
| 67                  |                             | Haegeli by T2 Racing      | Duqueine M30 - D08               | Samir Ben (Toutes)                                                                                   | Pieder Decurtins (Toutes)                                                                            |
| 68                  |                             | Haegeli by T2 Racing      | Duqueine M30 - D08               | Marcel Oosenbrugh (3)                                                                                | Dominik Schraml (pl) (3)                                                                             |
| 71                  |                             | Rinaldi Racing            | Ligier JS P320                   | Stefan Aust (Toutes)                                                                                 | Felipe Fernández Laser (en) (Toutes)                                                                 |
| 76                  |                             | Team Virage               | Ligier JS P320                   | Raphaël Narac (3)                                                                                    | Jacek Zielonka (3)                                                                                   |
| 77                  |                             | Team Thor                 | Ligier JS P320                   | Auðunn Guðmundsson (en) (Toutes)                                                                     | Colin Noble (Toutes)                                                                                 |
| 84                  |                             | ANS Motorsport            | Ligier JS P320                   | Julien Lemoine (Toutes)                                                                              | Paul Trojani (Toutes)                                                                                |
| 85                  |                             | R-ace GP                  | Duqueine M30 - D08               | Hadrien David (Toutes)                                                                               | Fabien Michal (Toutes)                                                                               |
| 87                  |                             | Cool Racing               | Ligier JS P320                   | Adrien Closmenil (Toutes)                                                                            | James Sweetnam (Toutes)                                                                              |
| 97                  | Adrien Chila (Toutes)       | Cool Racing               | Ligier JS P320                   | David Droux (de) (Toutes)                                                                            | |
| 99                  |                             | More Motorsport           | Ligier JS P320                   | Mark van der Snel (Toutes)                                                                           | Max van der Snel (Toutes)                                                                            |
| LMGT3 (13 voitures) |                             |                           |                                  | | |
| 12                  |                             | Kessel Racing             | Ferrari 296 GT3                  | David Fumanelli (en)                                                                                 | Frédéric Jousset                                                                                     |
| 18                  |                             | High Class Racing         | Porsche 911 GT3 R                | Nick Jones (en)                                                                                      | Scott Malvern (en)                                                                                   |
| 19                  |                             | Leipert Motorsport (de)   | Lamborghini Huracán GT3 Evo 2    | Marcel Leipert                                                                                       | TBA                                                                                                  |
| 23                  |                             | Biogas Motorsport         | Ferrari 296 GT3                  | Marc Carol (en)                                                                                      | Josep Mayola                                                                                         |
| 24                  |                             | Steller Motorsport        | Audi R8 LMS Evo II               | Richard Williams (en)                                                                                | TBA                                                                                                  |
| 70                  |                             | Leipert Motorsport (de)   | Lamborghini Huracán GT3 Evo 2    | Brendon Leitch (en)                                                                                  | Gerhard Watzinger                                                                                    |
| 73                  |                             | Proton Huber Competition  | Porsche 911 GT3 R                | örg Dreisow                                                                                          | Manuel Lauck                                                                                         |
| 74                  |                             | Kessel Racing             | Ferrari 296 GT3                  | Andrew Gilbert                                                                                       | Fran Rueda (es)                                                                                      |
| 83                  |                             | Iron Dames                | Lamborghini Huracán GT3 Evo 2    | Karen Gaillard                                                                                       | Célia Martin                                                                                         |
| 88                  |                             | AF Corse                  | Ferrari 296 GT3                  | Riccardo Agostini (en)                                                                               | Custodio Toledo                                                                                      |
| 90                  |                             | Blackthorn                | Aston Martin Vantage AMR GT3 Evo | David McDonald                                                                                       | Nick Moss                                                                                            |
| 91                  |                             | Blackthorn                | Aston Martin Vantage AMR GT3 Evo | Claude Bovet                                                                                         | Joe Osborne (en)                                                                                     |
| Sources ː.          |                             |                           |                                  | | |

## Résultats
Les noms en Gras indique les vainqueurs au classement général.
| Manche | Manche | Circuit           | Vainqueurs LMP3                     | Vainqueurs GT3                          |
| ------ | ------ | ----------------- | ----------------------------------- | --------------------------------------- |
| 1      | 1      | Catalunya         | No. 20 High Class Racing            | No. 51 AF Corse                         |
| 1      | 1      | Catalunya         | Tommy Foster Jens Møller            | Alessandro Balzan Matt Kurzejewski (en) |
| 2      | 2      | Le Castellet      | No. 97 COOL Racing                  | No. 51 AF Corse                         |
| 2      | 2      | Le Castellet      | Adrien Chila David Droux (de)       | Alessandro Balzan Matt Kurzejewski (en) |
| 3      | R1     | Le Mans           | No. 22 WTM par Rinaldi Racing       | No. 12 Kessel Racing                    |
| 3      | R1     | Le Mans           | Torsten Kratz Leonard Weiss         | David Fumanelli (en) Frédéric Jousset   |
| 3      | R2     | Le Mans           | No. 29 MV2S Racing                  | No. 90 Blackthorn                       |
| 3      | R2     | Le Mans           | Christophe Cresp (de) Maximus Mayer | Martin Berry Lorcan Hanafin             |
| 4      | 4      | Spa-Francorchamps | No. 62 Bretton Racing               | No. 88 AF Corse                         |
| 4      | 4      | Spa-Francorchamps | Theodor Jensen Ben Stone            | Riccardo Agostini (en) Custodio Toledo  |
| 5      | 5      | Mugello           | No. 85 R-ace GP                     | No. 51 AF Corse                         |
| 5      | 5      | Mugello           | Hadrien David Fabien Michal         | Alessandro Balzan Matt Kurzejewski (en) |
| 6      | 6      | Portimão          | No. 77 Team Thor                    | No. 51 AF Corse                         |
| 6      | 6      | Portimão          | Auðunn Guðmundsson (en) Colin Noble | Alessandro Balzan Matt Kurzejewski (en) |

## Classement

### Attribution des points
| Système des points | Système des points | Système des points | Système des points | Système des points | Système des points | Système des points | Système des points | Système des points | Système des points | Système des points | Système des points | Système des points |
| Position           | 1er                | 2e                 | 3e                 | 4e                 | 5e                 | 6e                 | 7e                 | 8e                 | 9e                 | 10e                | Au-delà            | Pole position      |
| ------------------ | ------------------ | ------------------ | ------------------ | ------------------ | ------------------ | ------------------ | ------------------ | ------------------ | ------------------ | ------------------ | ------------------ | ------------------ |
| Points             | 25                 | 18                 | 15                 | 12                 | 10                 | 8                  | 6                  | 4                  | 2                  | 1                  | 0.5                | 1                  |
| Le Mans            | 15                 | 9                  | 7                  | 6                  | 5                  | 4                  | 3                  | 2                  | 1                  | 0.5                | 0.5                | 1                  |

### Championnat des pilotes

#### LMP3
Seules les 10 premières places sont affichées ici (18 pilotes), au total 48 pilotes ont été classés.